# Julio Alonso
Julio Alonso Sosa (Terrassa, 14 dicembre 1998) è un calciatore spagnolo, difensore dell'Huesca.

## Carriera
Alonso ha iniziato a giocare a calcio con Jàbac Terrassa e Damm, prima di entrare a far parte del settore giovanile del Betis nel 2016. Il 27 agosto ha esordito con la seconda squadra del club biancoverde, nell'incontro di Segunda División B perso per 4-1 contro il Linense. Ha segnato il suo primo gol due anni più tardi, il 29 settembre 2019, contro il Córdoba B in Tercera División.
Rimasto svincolato, il 17 giugno 2021 ha firmato un contratto di due anni più opzione per un terzo con l'Albacete, appena retrocesso in Primera División RFEF. Promosso al termine della stagione, ha giocato il suo primo incontro in Segunda División il 15 agosto 2022 contro il Lugo.

## Statistiche

### Presenze e reti nei club
Statistiche aggiornate al 26 dicembre 2023.
| Stagione        | Squadra         | Campionato      | Campionato | Campionato | Coppe nazionali | Coppe nazionali | Coppe nazionali | Coppe continentali | Coppe continentali | Coppe continentali | Altre coppe | Altre coppe | Altre coppe | Totale | Totale |
| Stagione        | Squadra         | Comp            | Pres       | Reti       | Comp            | Pres            | Reti            | Comp               | Pres               | Reti               | Comp        | Pres        | Reti        | Pres   | Reti   |
| --------------- | --------------- | --------------- | ---------- | ---------- | --------------- | --------------- | --------------- | ------------------ | ------------------ | ------------------ | ----------- | ----------- | ----------- | ------ | ------ |
| 2017-2018       | Betis B         | SDB             | 24         | 0          |                 | -               | -               |                    | -                  | -                  |             | -           | -           | 24     | 0      |
| 2018-2019       | Betis B         | TD              | 33         | 0          |                 | -               | -               |                    | -                  | -                  |             | -           | -           | 33     | 0      |
| 2019-2020       | Betis B         | TD              | 22         | 2          |                 | -               | -               |                    | -                  | -                  |             | -           | -           | 22     | 2      |
| 2020-2021       | Betis B         | SDB             | 23         | 0          |                 | -               | -               |                    | -                  | -                  |             | -           | -           | 23     | 0      |
| 2021-2022       | Albacete        | PDR             | 34         | 1          | CR              | 1               | 0               |                    | -                  | -                  |             | -           | -           | 35     | 1      |
| 2022-2023       | Albacete        | SD              | 38         | 0          | CR              | 1               | 0               |                    | -                  | -                  |             | -           | -           | 39     | 0      |
| 2023-2024       | Albacete        | SD              | 19         | 0          | CR              | 1               | 0               |                    | -                  | -                  |             | -           | -           | 20     | 0      |
| Totale carriera | Totale carriera | Totale carriera | 193        | 3          |                 | 3               | 0               |                    | -                  | -                  |             | -           | -           | 196    | 3      |